# Villa Jacob
La villa Jacob est située à Vichy (France).

## Localisation
La villa est située sur la commune de Vichy, au 3 rue Hubert-Colombier, dans le département de l'Allier, en région Auvergne-Rhône-Alpes.

## Description
Elle s'inscrit dans un ensemble qui se compose d'une villa principale, la villa Jurietti, propriété d'Hubert Colombier, et d'autres villas de styles différents, destinées à la location. La villa n°3 offre un pignon à redents et une façade ornée d'une alternance de bandeaux horizontaux de briques et de pierre. Cette villa, très classique dans sa structure, se distingue par la finesse des détails sculptés des encadrements des baies, inspirés du vocabulaire médiéval (petits culots figurés sur lesquels reposent les archivoltes des fenêtres).

## Historique
Hubert Colombier, bâtonnier au tribunal de Cusset et propriétaire de la banque de Vichy, fit bâtir de 1897 à 1900 un ensemble de villas formant une voie privée, sablée et fermée par une chaîne.
La villa est inscrite partiellement au titre des monuments historiques par arrêté du 2 mai 1988.

## Protection
Éléments protégés : les façades et toitures.